# Baorisa sulewesiana
Baorisa sulewesiana là một loài bướm đêm trong họ Noctuidae.